# 임주완 (배우)
임주완(1967년  (음력 3월 9일)~ )은 대한민국의 배우, 모델, 교수이다.

## 생애
1985년 모델라인 6기 패션 모델로 데뷔했다. 출연작으로 MBC 드라마 《숙희》, SBS 드라마 《야인시대》, KBS 드라마 《무인시대》, 《보디가드》 등이 있다. 2004년부터 현재까지 대덕대학교 모델학과 교수를 맡고 있다.

## 경력
- 2004년 ~ 대덕대학교 모델학과 교수

## 출연

### 방송

#### 드라마
- 1995년 MBC 《숙희》
- 1997년 KBS 2TV 《검》
- 2003년 SBS 《야인시대》 - 맨발의대장 역
- 2003년 KBS 1TV 《무인시대》
- 2003년 KBS 2TV 《보디가드》 - 이용철 역
- 2006년 KBS 1TV 《서울 1945》

### 영화
- 1993년 《대명》
- 1998년 《엑스트라》

## 수상
- 2016년 제7회 대한민국 대중문화예술상 문화체육관광부 장관 표창